# Romuald Andrzej Klos

Kłos in La passione di Cristo (2004)

Romuald Andrzej Klos (Varsavia, 5 febbraio 1956) è un attore polacco.

## Biografia
Nasce come un architetto di professione per poi dedicarsi alla vita cinematografica. Ha recitato in molte fiction anche italiane come Distretto di polizia, RIS Delitti imperfetti e Squadra antimafia 5, dove interpreta il ruolo del boss russo Arcadij Pojiatiev, detto Afrikanietz.
Ha partecipato a numerosi incontri-dibattiti su "cinema e religioni" tra cui un ciclo di conferenze su Gesù nel cinema diretto dal critico Paolo M. Montanari di Pesaro.

## Filmografia parziale

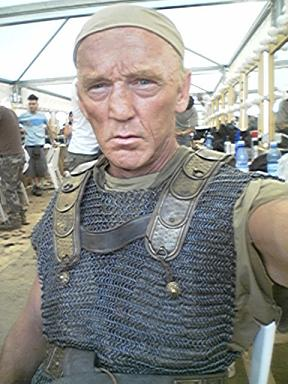
Kłos nella serie televisiva Roma (2007)

### Cinema
- Francesco, regia di Liliana Cavani (1989)
- Modì, regia di Franco Brogi Taviani (1990)
- La ballata dei lavavetri, regia di Peter Del Monte (1998)
- I cavalieri che fecero l'impresa, regia di Pupi Avati (2001)
- Sole negli occhi, regia di Andrea Porporati (2001)
- L'inverno, regia di Nina Di Majo (2002)
- Radio West, regia di Alessandro Valori (2004)
- La passione di Cristo (The Passion of the Christ), regia di Mel Gibson (2004)
- Noi credevamo, regia di Mario Martone (2010)
- Maraton tańca, regia di Magdalena Łazarkiewicz (2011)
- St.Alieksij (2011)
- Układ warszawski - Il patto di Varsavia (2011)
- The Murders (2012)
- Tajemnica Westerplatte, regia di Paweł Chochlew (2012)
- Kac Wawa, regia di Łukasz Karwowski (2012)
- L'Aprodo (2012)
- The Orde (2012)
- Una famiglia perfetta, regia di Paolo Genovese (2012)
- Rabbia furiosa - Er canaro, regia di Sergio Stivaletti (2018)

### Televisione
- L'avvocato Porta – serie TV (1997)
- Don Matteo – serie TV (2000)
- Il terzo segreto di Fatima, regia di Alfredo Peyretti (2001) – film TV
- Distretto di Polizia 2 – serie TV, episodio 2x21 (2001)
- La squadra – serie TV (2002)
- R.I.S. 3 - Delitti imperfetti – serie TV, episodio 3x11 (2007)
- Distretto di Polizia 9 – serie TV, 6 episodi (2009)
- Squadra antimafia 5 – serie TV, episodi 5x08-5x09-5x10 (2013)
- Squadra antimafia 6 – serie TV, episodi 6x01 (2014)
- Il restauratore – serie TV (2014)
- Francesco – miniserie TV (2014)